# 海洋深处
是一部由朗·侯活執導，查爾斯·萊維特擔任編劇的2015年美國災難冒險傳記式的劇情電影，根據拿塔尼爾·菲畢里克於2000年的電影同名非小說類作品而改編，那是關於一艘美國捕鯨漁船埃塞克斯號於1820年經歷了史上真實發生的海難的事件，而此事啟發了另一小說《無比敵》的創作靈感。
電影由美國及西班牙共同製作，由基斯·咸士禾夫、班哲文·域加、基利安·墨菲、湯姆·赫蘭德、賓·韋沙。
克里斯·海姆斯沃斯，及布蘭頓·葛利森主演。電影由華納影業在2015年12月7日於紐約市舉行首映，並在2015年12月11日於美國的影院中上映。電影獲得褒貶不一的評論，且在1億美元的製作預算下，全球票房僅獲9,300萬美元。

## 劇情
1850年，一名來自美國的年輕作家赫爾曼·梅爾維爾到訪一家旅館的老主人湯瑪士·尼克森，尼克森曾是一艘美國捕鯨漁船埃塞克斯號沉沒後的最後一名倖存者，梅爾維爾出錢請他講述捕鯨漁船遇上海難的經歷，尼克森最初拒絕了，但是當他的妻子介入時，他最終同意講述他那年輕時悲慘的航海經歷。
在尼克森的敘述下，故事回到1820年：一家位於麻省南塔克特的捕鯨公司為了利潤豐厚的鯨魚油交易而將埃塞克斯號改裝，並與14歲的尼克森簽約成為船員。公司東主騁請了富經驗的捕鯨老將歐文·蔡斯作為大副，儘管他為了沒有被委托成為船長而失望。船長一職卻由官場富二代喬治·波拉德擔任，波拉德雖來自捕鯨界的家族，因為他的家族向漁業公會斥資財富才讓他當上埃塞克斯號的船長，然而他是個毫無經驗的新手，羨慕著蔡斯的捕鯨技巧與人氣。波拉德、蔡斯與十多名船員，當中包括14歲的尼克森，他們乘著埃塞克斯號捕鯨船向著南太平洋進發，為的是獵殺鯨魚而獲取大量的鯨魚油。在大西洋航行期間，波拉德跟蔡斯因意見不合而發生衝突，導致埃塞克斯號遇上風暴，讓船身受損。波拉德要求返航，並打算讓蔡斯承擔所有過失的責任，但蔡斯提出以鯨油的價值核心為目標，不能在沒有利潤返回港口，使他們的聲譽蒙受損失，後來雙方同意放下他們的分歧，繼續航行。很快，眾人捕獵到他們的第一頭公的抹香鯨。
隨後三個月過去了，他們再沒有魚獲，波拉德意識到大西洋是沒有鯨魚的。埃塞克斯號經過合恩角航行到太平洋，以希望能幸運的找到一條。在厄瓜多爾的阿塔卡梅斯，眾人遇到一名西班牙船長，他告知眾人指自己跟他的船員們在西邊2,000英里的南太平洋海面上發現豐富的「收獲」，但他指一頭凶猛的復仇「大白鯨」把他的船摧毀，把他們當中的六人殺掉。波拉德否認這個故事，只當作一個神話看待。波拉德及蔡斯帶著眾人到西邊遠征。他們發現那不受干擾的地方，但當他們放下捕鯨艇的時候，一頭巨大白化的公抹香鯨向他們作出攻擊，把船嚴重摧毀。蔡斯從埃塞克斯號的甲板上挖出魚叉，但巨鯨把埃塞克斯號砸成兩半，造成兩名船員死亡。眾人只好把埃塞克斯號棄掉，乘坐三艘完好的捕鯨艇逃生，在僅非常有限的資源下航行至數百英里的對岸。由於航程遙遠且缺乏食物和食水，漂流十多天後眾人都飢渴和勞累得不成人樣，巨鯨還跟隨著他們並繼續攻擊，二副馬修·喬伊還身染重病。
後來，他們漂流至一座無人的荒島（亨德森島）附近，小艇再遭巨鯨的攻擊，眾人逃至荒島待了多天。在收集食物的同時，蔡斯發現了早前漂流者的屍體，並得出結論指，在另一艘船經過之前，他們將會很快死於島上。四人決定留下等待日後救援，包括奄奄一息的馬修·喬伊。眾人行駛著修復好的三艘捕鯨艇繼續向東尋找陸地。不久之後，其中一名船員死亡，缺乏食物的眾人不情願地抽籤決定同類相食，中籤者就要自殺。
年邁的尼克森傷心得說不下去，然而他得到妻子的安慰及鼓勵去把自己的故事說完.......故事回到1820年，三艘捕鯨艇本來一起前行，但各自越走越遠，有一艘更失踪了。餘下兩隻艇的船員進一步訴諸同類相食來生存，波拉德的表弟亨利·科芬犧牲了自己。此時，巨鯨回來了，蔡斯進入最後一擊的狀態。巨鯨有一刻突然停下來，彷彿讓蔡斯觀察他之前扔出的，仍然嵌入在巨鯨頭骨的魚叉。蔡斯猶豫了，他凝視著巨鯨的左眼，決定不作出攻擊。自那次相遇之後，巨鯨平靜地游走了，蔡斯自此再也沒有見過牠。
直到在大海上漂流了90天後，一艘經過的船把波拉德的艇救起，然而蔡斯的艇繼續在沒有食物或水的情況下漂流。最後，眾人瀕死時，他們到達了陸地 — 智利的一個有人的島嶼因而獲救。倖存者當中只剩下船長波拉德、大副蔡斯及船員尼克森得以生還，他們回到南塔克特，最終與他們心煩意亂的家庭團聚。蔡斯終能與妻子重逢，並跟他離別時還未出生的年幼女兒見面。
捕鯨漁船公司的東主要求作為船長的喬治·波拉德及大副的歐文·蔡斯謊稱他們觸礁引致海難的發生，以避免巨鯨的存在對捕鯨業帶來負面影響，從而保護該行業，但遭到蔡斯的拒絕，而波拉德拒絕跟漁業工會妥協謊報災情，並在調查中揭示了真相，讓整個事件及內幕得以曝光。
尼克森續說，蔡斯後來繼續航海，並成為了一名商船的船長，他履行了承諾，派出救援船隻前往當時的無人荒島（亨德森島）救回他的同伴，無奈馬修·喬伊經已身亡，剩下三人奇蹟生還；而波拉德後來帶領另一船隊捕鯨，直至他的船毀了，使他被迫退休。當一切告一段落後，蔡斯帶著妻小駕著新買的漁船自組團隊，開展了他遠航新的旅程。
赫爾曼·梅爾維爾聽畢整個故事後，對歐文·蔡斯、喬治·波拉德及湯瑪士·尼克森的事跡肅然起敬，並起程離開。一年後，他根據此故事撰寫了《無比敵》這部小說，開首第一行寫道：「叫我以實瑪利」。該小說於1851年出版。

## 角色
- 班傑明·沃克 飾 喬治·波拉德（英语：George Pollard Jr.），埃塞克斯號船長。
- 克里斯·漢斯沃[4] 飾 歐文·蔡斯（英语：Owen Chase），埃塞克斯號的大副。
  - 夏洛特·雷麗（英语：Charlotte Riley）[5] 飾 佩吉·加德納·蔡斯（Peggy Gardner Chase），歐文·蔡斯的妻子，為其誕下女兒菲比。
  - 布魯克·迪莫克（英语：Brooke Dimmock） 飾 菲比·蔡斯（Phoebe Chase），尼克森夫婦的女兒。
- 席尼·墨菲[4] 飾 馬修·喬伊（Matthew Joy），埃塞克斯號的二副。
- 湯姆·荷蘭 飾 年輕的湯瑪士·尼克森（英语：Thomas Nickerson），埃塞克斯號的船員。
  - 布蘭頓·葛利森[4] 飾 年老的湯瑪士·尼克森（英语：Thomas Nickerson），一家旅館的老主人。
- 蜜雪兒·費爾利 飾 尼克森太太，湯瑪士·尼克森的妻子。
- 法蘭克·迪蘭 飾 亨利·科芬（Henry Coffin），埃塞克斯號船員，埃塞克斯號船長喬治·波拉德的表弟，吞槍自殺讓其他船員充飢。
- 班·維蕭[4] 飾 赫爾曼·梅爾維爾，來自美國的年輕作家。
- 唐諾·桑普特 飾 Paul Macy
- Gary Beadle（英语：Gary Beadle） 飾 William Bond
- Jamie Sives（英语：Jamie Sives） 飾 Isaac Cole
- Joseph Mawle（英语：Joseph Mawle） 飾 Benjamin Lawrence

## 制作
2013年9月在伦敦和位于英格兰赫特福德郡的利維斯登工作室开拍。其他取景地位于非洲大陆西北部属于西班牙的加那利群岛。2013年11月22日，片方宣布将于2015年3月15日公映。2015年1月，片方宣布推迟至2015年12月11日上映。

### 音樂
Roque Baños為電影配樂作曲。

## 發行

### 評價
爛番茄新鲜度43%，基於211條評論，平均分為5.5/10，Metacritic得分47，評價兩極。

### 票房
在墨西哥首週票房為180萬美元，位於《恐龍當家》之後；而在巴西獲得120萬美元的票房。美國首週末以1130萬美元的票房位居第二，口碑不如預期。票房分析家認為，如此低的數字是因下星期上映的《STAR WARS：原力覺醒》而降低了觀眾觀看《白鯨傳奇》的興趣。
香港首周4天获得264万港币居第四位。
| 上一届： 《飢餓遊戲：自由幻夢 終結戰》 | 2015年台北週末票房冠軍 第49周 | 下一届： 《飆風特攻》 |